# Chisola
Il Chisola (Chisòla in piemontese) è un torrente del Piemonte, affluente alla sinistra orografica del fiume Po. Il suo corso si sviluppa interamente nel territorio della città metropolitana di Torino. Il perimetro del suo bacino è 96 km.

## Percorso
Nasce dalla confluenza di due rami torrentizi, uno che origina dal Monte Freidour (1.445 m s.l.m.) e l'altro tra il Monte Brunello e i Tre Denti (1.343 m s.l.m.). Dopo avere bagnato la breve Val Chisola esce nella pianura Padana. Lungo il suo corso di circa 40 km riceve da destra i suoi tributari Noce e Rio Torto più altri torrenti vari fra i quali il Lemina, sfociando poi, nel territorio del comune di Moncalieri, nel Po, dopo che con le sue acque sono confluite quelle del canale derivatore dell'Azienda Elettrica Municipale di Torino (poi confluita in IREN).

## Principali affluenti
- In destra idrografica:
  - Torrente Noce;
  - Rio Torto;

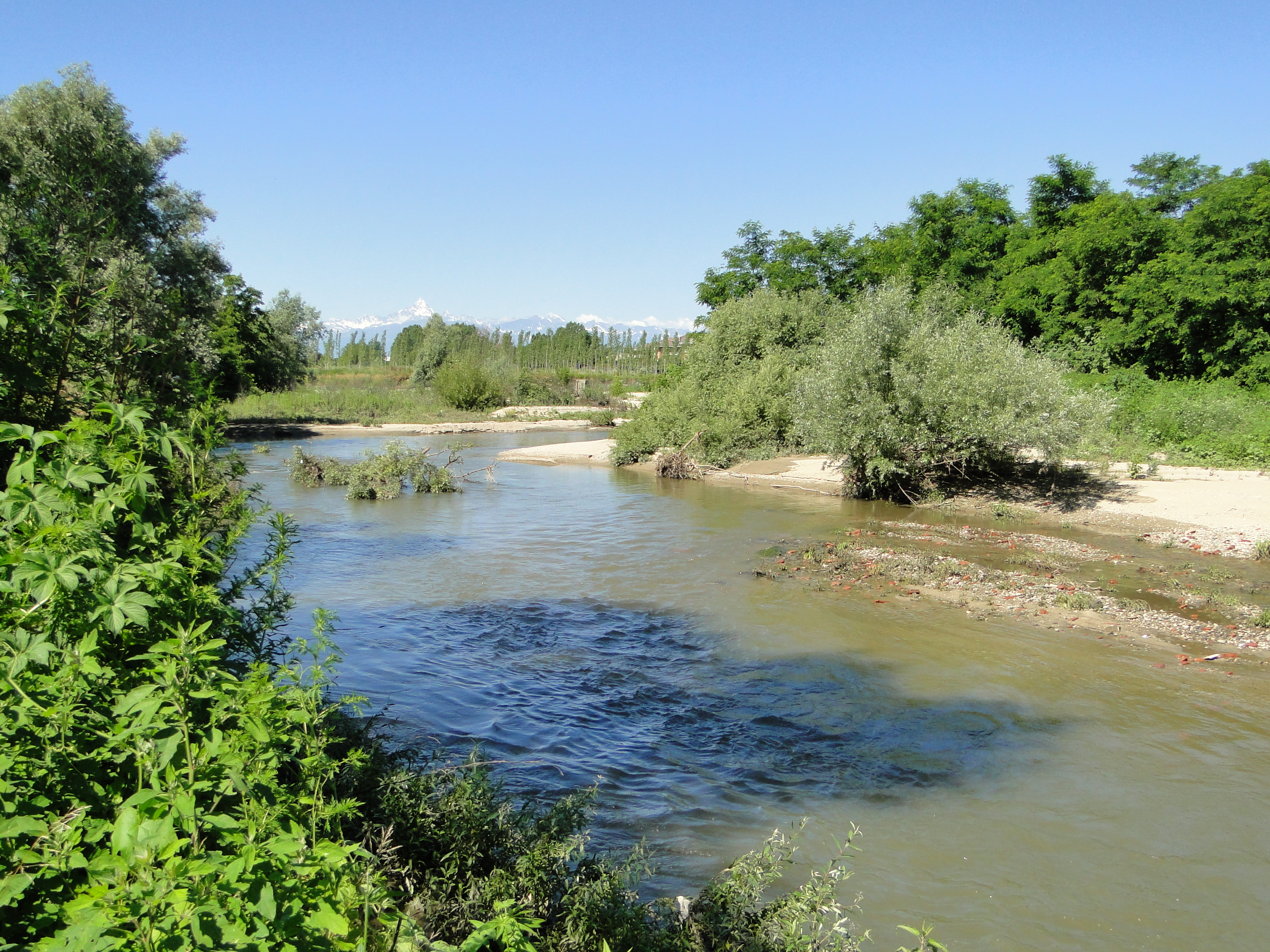
Il Chisola a Vinovo.

  - Rio Essa, che raccoglie le acque della campagna tra None, Scalenghe e Castagnole Piemonte e dopo, aver attraversato il capoluogo di Piobesi, raggiunge il Chisola a quota 232 m;
  - Torrente Lemina (o Oitana).
- In sinistra idrografica:
  - Rio Tori: raccoglie le acque che scendono dal versante sud-ovest della Montagnazza e da altri rilievi in comune di Piossasco; segna quindi per un tratto il confine tra i territori di Piossasco e di Cumiana e confluisce nel Chisola a quota 276 nei pressi della Cascina Mangarda (sempre a Piossasco);
  - Sangonetto di Piossasco: drena i versanti orientale e meridionale del Monte San Giorgio (837 m); con un ampio semicerchio aggira questo rilievo e, dopo avere attraversato il centro storico di Piossasco, puntando verso sud-ovest va a gettarsi nel Chisola a 268 metri di quota presso la cascina Barbossi.

## Regime
Nonostante la classificazione come torrente e la variabilità di portata nelle varie stagioni, non va mai in secca. 
Il 2 settembre 2002 il torrente, a seguito di temporali localizzati ma forti, straripò sommergendo parte del comune di None. Il 25 novembre 2016 lo straripamento del Chisola ha allagato sei borgate di Moncalieri: Tetti Piatti (la più colpita, con centinaia di sfollati), Barauda, Tagliaferro, Santa Maria, Borgo Mercato e Rossi.

## Territori comunali attraversati

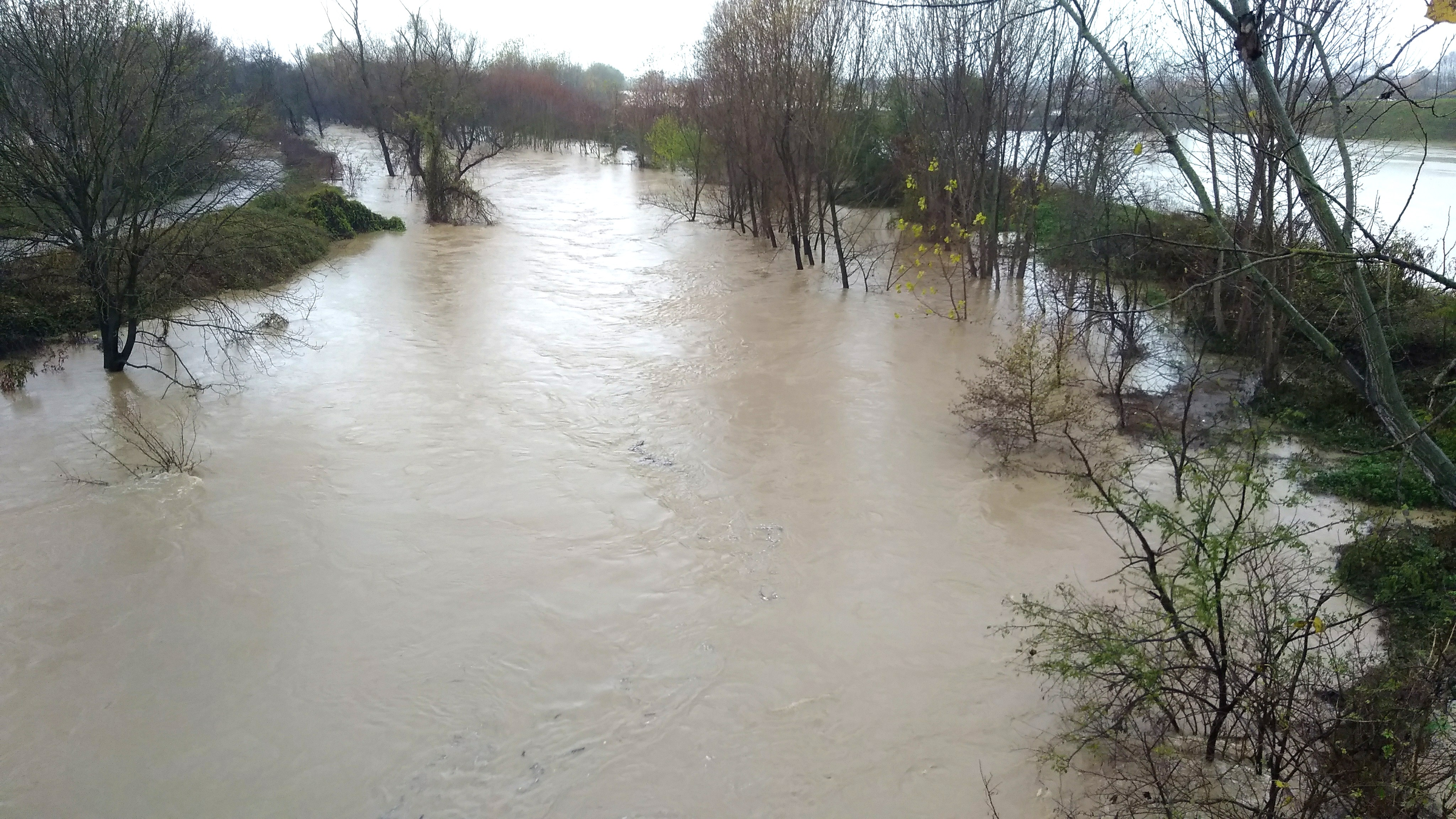
Il Chisola esondato presso La Loggia

- Cumiana
- Piossasco
- Volvera
- None
- Piobesi Torinese
- Vinovo
- La Loggia
- Moncalieri

## Sport
Il fiume dà il nome al Chisola, club calcistico di Vinovo e Piobesi Torinese.